# HMS Lowestoft (U59)
«Лоустофт» (англ. HMS Lowestoft (U59)) — військовий корабель, шлюп типу «Грімсбі» Королівського військово-морського флоту Великої Британії за часів Другої світової війни.

## Історія створення
Шлюп «Лоустофт» був закладений 28 серпня 1933 року на верфі  військово-морської бази у Девонпорті. Спущений на воду 11 квітня 1934 року, вступив у стрій 22 листопада того ж року.

## Історія служби
Після вступу у стрій шлюп «Лоустофт» був відправлений на Китайську станцію. Корабель прибув у Гонконг 15 лютого 1935 року і зразу ж встав на ремонт через значну кількість дефектів котлів. Роботи була завершені у середині травня. 
У серпні 1936 року корабель здійснив візит в Японію, у 1938 році - на Філіппіни.
У 1939 році корабель пройшов ремонт та переозброєння, під час якого замість 120-мм гармат та 76,2-мм зенітних гармат буди встановлені дві спарені 102-мм універсальні гармати та зчетверений 12,7-мм кулемет. Після цього корабель вирушив у Велику Британію.
У березні 1940 року корабель був включений до складу ескортних сил Росайта. 5 січня 1941 року він підірвався на міні і до жовтня проходив ремонт в Чатемі. Після повернення у стрій знову служив в Росайті. У квітні 1942 року увійшов до складу 45-ї ескортної групи Командування Західних сполучень і супроводжував конвої з Великої Британії до Фрітауна. 12 липня 1942 року зіткнувся з французьким есмінцем «Леопард». Проходив ремонт в Гібралтарі до листопада 1942 року та у Фалмуті до квітня 1943 року. 
Після ремонту корабель ніс службу у складі 42-ї, потім 57-ї ескортних груп. У січні 1945 року переведений в Гібралтар. У липні того ж року повернувся у метрополію та виведений в резерв.
У жовтні 1946 року корабель був проданий для комерційного використання. Перейменований на «Міралорес» (англ. Miraflores). Зданий на злам у 1955 році.